# Sebastián Pascual Rambert
Sebastián Rambert (Bernal, 30 de gener de 1974) és un exfutbolista argentí, que ocupava la plaça de davanter.
Va destacar a l'Independiente. Després d'unes breu estades per Itàlia i Espanya, retorna al seu país per jugar amb tres grans argentins: Boca, River i Independiente. Posteriorment va jugar a l'Iraklis grec i a l'Arsenal de Sarandí, on es va retirar el 2003.
Rambert va ser 8 vegades internacional amb la selecció argentina de futbol, tot marcant fins a 4 gols. Va participar en els Jocs Panamericans de 1995.

## Títols
- Clausura 1994
- Medalla d'or Jocs Panamericans 1995
- Clausura 1997
- Supercopa sud-americana 1997
- Apertura 1997
- Apertura 1999
- Clausura 2000